# 중산구 (지룽시)

중산 구의 위치

중산구(한국어: 중산구, 중국어: 中山區, 병음: Zhōngshān Qū)는 중화민국 지룽시의 시할구이다. 넓이는 10.5238km2이고 인구는 2015년 8월 기준으로 48,418명이다.

## 지리
지룽 시의 북부, 지룽 항의 서안에 위치한다.

## 역사
청대 옹정 연간에 현재의 중산 1로 후쯔산(虎仔山)부터 런아이 구 효 1로에 걸쳐 어촌이 형성된 것이 지룽의 발상이다. 1946년에 제５구 구조가 성립되었고 그 후 쑨원과 관계된 중산 구라고 개칭했다. 당초에는 15리였던 하부 행정구역도 현재는 24리까지 확대되었다.

## 교통
- 타이완 철로관리국 종관선
- 타이완 철로관리국 지룽 임항선

## 같이 보기
- 지룽시